# Zach Condon
Pour les articles homonymes, voir Condon.
Zach Condon, né le 13 février 1986 à Santa Fe, est un compositeur, musicien et chanteur américain, leader du groupe Beirut.
Sa musique est un mélange de folk, de musique traditionnelle d'Europe de l'Est et de chanson francophone (il reprend Le Moribond de Jacques Brel, La Javanaise de Serge Gainsbourg...).
Encore jeune, Condon a déjà sorti quelques albums. Il enregistre, sous le nom de "The Real People" et à l'âge de 15 ans, The Joys of Losing Weight, qui est un album de musique électronique lo-fi. À 16 ans, il enregistre un album de doo-wop. Il sort aussi un EP intitulé "Small Time American Bats" sous le nom de 1971 ; l'album, enregistré en 2001-2002, n'est officiellement jamais sorti dans le commerce. Il quitte la Santa Fe High School pour voyager en Europe où il rencontre des groupes de musique gypsy comme le Boban Marković Orkestar.